# Śródziemie

Szkic mapy Śródziemia pod koniec Trzeciej Ery

Śródziemie (ang. Middle-earth) – kontynent, na którym toczy się akcja większości legendarium J.R.R. Tolkiena. Określenie to używane jest zarówno na określenie całej Ziemi (Ardy) opisanej m.in. w Hobbicie, Władcy Pierścieni i Silmarillionie, jak i w węższym sensie, jako nazwa głównego kontynentu Ardy (zwanego również Endorem).
Choć Śródziemie uważa się za inny świat, Tolkien stwierdził, że jest to literacka wizja historycznego okresu około sześciu lub siedmiu tysięcy lat temu. Fabuła toczy się głównie w północno-zachodniej części kontynentu, odpowiadającej Europie. Niewiele wiadomo o wschodzie i południu Śródziemia, gdzie znajdowały się krainy Rhûn, Khand i Haradwaith.
Historia Śródziemia podzielona jest na kilka etapów, zwanych kolejno Ainulindalë, Latami Valarów i Latami Słońca. Hobbit i Władca Pierścieni opowiadają o wydarzeniach, które miały miejsce pod koniec Trzeciej Ery, podczas gdy Silmarillion zajmuje się głównie Pierwszą.

## Inspiracje
Nazwa „Śródziemie” nie została wymyślona przez Tolkiena, lecz jest tłumaczeniem staronordyckiego słowa Midgard – świata ludzi w mitologii nordyckiej. Staroangielski odpowiednik, Middangeard, pojawia się kilka razy w Beowulfie, którego Tolkien przetłumaczył na współczesny angielski. Jest to odpowiednik greckiego oikoumenē, „świata ludzi”.
Zainspirował go również ten fragment:
Eala earendel engla beorhtast / ofer middangeard monnum sended.
Chwała ci Eärendelu, najjaśniejszy z aniołów / ponad śródziemie dla ludzi wysłany.
z poematu „Crist” Cynewulfa. Imię Earendel (oznaczające „gwiazdę zaranną”, ale w pewnym kontekście będące również przydomkiem Chrystusa) było inspiracją dla tolkienowskiego Eärendila.
Nazwa „Śródziemie” została użyta przez Tolkiena w Władcy Pierścieni, Silmarillionie i innych tekstach, stopniowo zastępując wcześniejsze określenia Ziemie Zewnętrzne i Wielkie Ziemie.
Można ją interpretować na trzy sposoby:
- jako oikoumenē,
- jako „środkowe” ziemie między niedostępnym Amanem na zachodzie i Ziemią Słońca na wschodzie,
- jako świat ponad morzami Vaiya, lecz pod niebiosami ze Słońcem, Księżycem i gwiazdami.

## Świat
Choć „Śródziemie” używane jest przez Tolkiena na określenie tylko jednego kontynentu (Endorë w quenyi, Ennor w sindarinie), będącego w przybliżeniu tym, co później stało się Eurazją i Afryką, słowa tego używa się też często na określenie całej Ziemi z jego mitologii. Jest tak dlatego, że Aman przestał być częścią Ardy, zaś Hyarmenor, czy Ziemia Słońca, były praktycznie nieznane, więc Śródziemie było jedyną znaną częścią świata.
Dokonane przez Tolkiena porównanie zbieżności klimatycznych, botanicznych i zoologicznych regionów Śródziemia i Ziemi prowadzi do wniosku, że Shire, ojczyzna hobbitów, znajdzie się w  Anglii w klimatycznej strefie umiarkowanej, Gondor w śródziemnomorskich Włoszech i Grecji, Mordor w zwrotnikowej Turcji i na Bliskim Wschodzie, Gondor Południowy na pustyniach północnej Afryki, Rhovanion w lasach wschodniej Europy i na stepach zachodniej i południowej Rosji, Rhûn na stepach Kazachstanu, Forodwaith w norweskich fiordach, zaś półwysep Forochel na lodowcach Islandii. Według Tolkiena Shire znajduje się w okolicach angielskiego Warwickshire, Minas Tirith w Gondorze jest odpowiednikiem Bizancjum, a Isengard odpowiednikiem Wenecji.
Hobbit i Władca Pierścieni przedstawione są jako tłumaczenie Czerwonej Księgi Marchii Zachodniej, dzieła Bilba, Froda i innych hobbitów. Tak jak Król Lear Williama Shakespeare’a czy Conan z Cymerii Roberta E. Howarda, opowieści Tolkiena dzieją się w fikcyjnym okresie historycznym prawdziwego świata. Długość roku, fazy księżyca i opisy konstelacji wskazują na to, że świat przedstawiony to Ziemia nie dawniej niż kilka tysięcy lat temu.
Tolkien stworzył języki, mitologię i historię Śródziemia, które stanowiły tło historyczne jego opowieści. Większość z jego opowieści i esejów o Śródziemiu, oprócz Hobbita i Władcy Pierścieni została zredagowana i wydana po jego śmierci przez jego syna Christophera. Najistotniejszym z nich jest Silmarillion, który opisuje kosmologię świata – zarówno Śródziemia, jak i Valinoru czy Númenoru i innych krain. Inne książki wydane pośmiertnie to Niedokończone opowieści i wielotomowa Historia Śródziemia, zawierające niedokończone historie i eseje, a także pokazujące rozwój koncepcji Tolkiena od wczesnych szkiców aż po ostatnie dni jego życia. W 2007 roku wydano również książkę Dzieci Húrina, będącą rozwinięciem jednej z historii zawartej w Silmarillionie.

## Kosmologia
Nadrzędnym bóstwem uniwersum Tolkiena jest Eru Ilúvatar. Na początku Ilúvatar stworzył duchy zwane Ainurami, które wraz z nim tworzyły boską muzykę. Ainur Melkor (Morgoth) niszczył harmonię muzyki, dopóki Ilúvatar nie rozpoczął trzeciego tematu, którego Ainurowie nie mogli zrozumieć, gdyż nie byli jego źródłem. Ich pieśń symbolizowała historię całego wszechświata i jego mieszkańców.
Wtedy Ilúvatar stworzył Eę, wszechświat, zaś Ainurowie uformowali w nim Ardę, Ziemię, będącą „kulą pośród pustki”. Świat, wraz z przestworzami oddzielony jest od Kumy – pustki. Czternastu najpotężniejszych z Ainurów, którzy zstąpili na Ardę i którym Eru powierzył pieczę nad światem zwano Valarami.
Świat Pierwszej i Drugiej Ery i jeszcze wcześniejszych czasów był radykalnie inny od świata Trzeciej Ery i dalszych dziejów świata. W Pierwszej Erze Arda przedstawiana była jako statek lub wyspa pływająca w oceanie okrężnym (Vaiya, zwanym również Ekkaia), który tworzy wody pod powierzchnią Ardy, oraz najwyżej położoną warstwę powietrza nad nią. Słońce i Księżyc, a także niektóre gwiazdy (w tym Wenus) poruszały się w niższej warstwie powietrza zwanej Ilmen. Po Upadku Númenoru kosmologia ulega radykalnej zmianie i Arda zmienia się w kulisty świat, podobnie do prawdziwej Ziemi. Kontynent Amanu zostaje przeniesiony poza świat i na powierzchni nowego globu powstają nowe lądy.

## Ludy i inne istoty zamieszkujące Śródziemie
Pomniejszymi Ainurami są Majarowie. W Pierwszej Erze jednym z przykładów może być Meliana, żona króla elfów Thingola. W Trzeciej Erze Majarowie reprezentowani są przez czarodziejów, w tym Gandalfa. Są też i źli Majarowie, tacy jak Balrogowie czy Mroczny Władca Sauron.
Dzieci Ilúvatara to elfowie i ludzie. Silmarillion, dziejący się w Pierwszej Erze i wcześniejszych czasach, opowiada głównie o dziejach elfów, starszych dzieci (lub Pierworodnych), choć ludzie również się w nim pojawiają.
Opowieść o Upadku Númenoru, dziejąca się w Drugiej Erze, dotyczy potomków tych z ludzi, którzy byli przyjaciółmi elfów podczas Pierwszej Ery. Ich potomkami są ludzie z Arnoru i Gondoru, którzy pojawiają się we Władcy Pierścieni. Hobbici byli pierwotnie jedną z ras ludzi.
Krasnoludowie są wyjątkowi w legendach Śródziemia, jako że nie zostali stworzeni przez Ilúvatara, lecz przez Valara Aulego. Zostali oni jednak obdarzeni przez Eru życiem i wolną wolą. Entowie, pasterze drzew, stworzeni zostali przez Eru na prośbę Yavanny.
Orkowie i trolle są tworami Morgotha, nie stworzył ich on jednak samodzielnie, lecz są jedynie „drwiną” z elfów i entów. Ich pochodzenie nie jest do końca jasne, lecz orkowie najprawdopodobniej pochodzą od odmienionych przez Morgotha elfów. Zostali oni splugawieni przez tortury i magię. Trolle powstały zapewne w podobny sposób, z bliżej nieznanych istot (we Władcy Pierścieni pojawia się sugestia, że powstali z Entów).
Na południe od Gondoru i Mordoru w Haradzie mieszkają Haradrimowie. Na wschodzie – na obszarach Rhûnu mieszkają Easterlingowie, a na wschód od Mordoru – w Khandzie Wariagowie. Mieszkańcy tych krain byli w czasie Wojny o Pierścień sprzymierzeni z Sauronem.
W opowieściach Tolkiena pojawiają się zwierzęta obdarzone świadomością, takie jak orły, smoki, Szeloba, pies Huan i wargowie (wielkie ssaki podobne do wilków). Orły zostały stworzone przez Ilúvatara wraz z Entami, lecz pochodzenie wielu z tych zwierząt jest niejasne. Szeloba jest opisywana jako córka Ungolianty. Niektóre z tych stworzeń mogą być Majarami w zwierzęcej formie.

## Języki
Śródziemie powstało pierwotnie jako świat dla wymyślonych wcześniej przez Tolkiena języków elfów. Były to języki znane później jako quenya, język elfów wysokiego rodu, oraz sindarin, język elfów szarych. Oba języki były spokrewnione, jako że oba wywodziły się od pierwotnego języka elfickiego. Tolkien stworzył także systemy pisma: cirth, sarati i tengwar, oraz kilka mniej rozwiniętych języków, jak khuzdûl.

## Historia
Historia Ardy dzieli się na trzy główne okresy – Lata Latarni, Lata Drzew i Lata Słońca. Lata Słońca dzielą się dalej na Ery. Większość opisanej historii Śródziemia ma miejsce podczas pierwszych trzech Er Słońca.
Lata Latarni rozpoczęły się krótko po stworzeniu Ardy przez Valarów. Valarowie stworzyli dwie wielkie latarnie, po czym Aulë, Kowal Potęg, stworzył ogromne wieże, jedną na północy, drugą na południu świata. Valarowie zamieszkali zaś na jego środku – na wyspie Almaren. Lata Latarni zakończyły się, gdy Melkor zniszczył obie Latarnie Valarów.
Yavanna stworzyła wtedy Dwa Drzewa, zwane Telperionem oraz Laurelinem w krainie Aman, gdzie teraz żyli Valarowie. Drzewa oświetlały jedynie Aman, pozostawiając Śródziemie pogrążone w półmroku. Elfowie przebudzili się w Cuiviénen i wkrótce odnalezieni zostali przez Valarów. Wielu z nich podążyło za nimi na Wielką Wędrówkę na zachód, do Amanu, lecz nie wszyscy tam dotarli. Valarowie schwytali Melkora, lecz ten pozornie okazał żal za swe grzechy i został wypuszczony. Zasiał wtedy niezgodę wśród elfów, w tym między dwoma książętami Ñoldorów, Fëanorem i Fingolfinem. Melkor zabił Finwego, ich ojca i skradł Silmarile, trzy klejnoty wykonane przez Fëanora zawierające w sobie światło Dwóch Drzew oraz zniszczył same Drzewa (pomogła mu w tym Ungolianta, której dziećmi była Szeloba i wszystkie Wielkie Pająki).
Feänor i jego lud opuścili Valinor w pogoni za Melkorem, nazywając go po raz pierwszy 'Morgothem', Czarnym Nieprzyjacielem Świata. Za nimi podążył drugi, większy hufiec pod wodzą Fingolfina. Dotarli do Alqualondë, portowego miasta Telerich i nie dostali pozwolenia na użycie statków Telerich by dotrzeć do Śródziemia. Z tego powodu nastąpiła pierwsza bratobójcza walka między elfami. Hufiec Feänora popłynął na statkach, pozostawiając na brzegu hufiec Fingolfina, który przedostał się do Beleriandu, północno-zachodniej części Śródziemia, przez skutą lodem cieśninę Helcaraxë. Wielu towarzyszy Fingolfina zginęło podczas tej przeprawy.
Pierwsza Era Słońca rozpoczęła się, gdy Valarowie stworzyli Słońce i Księżyc z ostatniego owocu i ostatniego kwiatu Drzew. Po kilku wielkich bitwach nastąpił Długi Pokój, podczas którego poprzez Góry Błękitne do Beleriandu nadeszli ludzie. Wkrótce jednak jedno po drugim królestwa elfów padły, nawet te ukryte przed nieprzyjacielem i pod koniec Pierwszej Ery jedynym bezpiecznym miejscem w Beleriandzie pozostała osada przy Ujściu Sirionu. Wśród jej mieszkańców był Eärendil, którego żona Elwinga miała jeden z Silmarili, wykradziony Morgothowi przez jej dziadków, Berena i Lúthien. Synowie Fëanora próbowali odebrać klejnot siłą, co doprowadziło do kolejnej bratobójczej walki. Eärendil i Elwinga popłynęli z Silmarilem przez Wielkie Morze, by prosić Valarów o pomoc. Pomoc nadeszła – Melkor został wyrzucony w Pustkę, a większość jego tworów została zniszczona. Cena zwycięstwa była jednak wielka, jako że sam Beleriand został zniszczony i zatonął w odmętach morza.
Tak oto rozpoczęła się Druga Era Słońca. Ludzie, którzy pozostali wierni elfom i Valarom obdarzeni zostali Númenorem, wielką wyspą na środku Wielkiego Morza, podczas gdy elfom pozwolono na powrót do Valinoru. Númenorejczycy stali się wielkimi żeglarzami, lecz zazdrościli elfom ich nieśmiertelności. Tymczasem, w Śródziemiu nadal aktywny był Sauron, najpotężniejszy ze sług Morgotha. Wraz z elfimi kowalami z Eregionu wykuł Pierścienie Władzy i w tajemnicy przed nimi stworzył Jedyny Pierścień, by rządzić pozostałymi. Elfowie, gdy się o tym zorientowali, przestali używać swoich pierścieni.
Ostatni król Númenoru, Ar-Pharazôn, pokonał Saurona i zabrał jako jeńca do swego królestwa. Ostatecznie, Sauron przekonał Pharazôna do inwazji na Aman, obiecując, że da mu to nieśmiertelność. Amandil, przywódca Wiernych, próbował popłynąć na zachód by ostrzec Valarów. Jego syn Elendil i wnukowie Isildur i Anárion odpłynęli na wschód, do Śródziemia. Gdy ludzie króla wylądowali w Amanie, Valarowie zwrócili się do samego Eru. Świat został zmieniony w kulę, zaś Prosta Droga ze Śródziemia do Amanu została ukryta. Númenor został zniszczony, tak jak i piękna powłoka cielesna Saurona. Elendil i jego synowie założyli w Śródziemiu królestwa Arnoru i Gondoru. Sauron ponownie zebrał swe siły by je zniszczyć, lecz elfowie sprzymierzyli się z ludźmi w Ostatnim Sojuszu i pokonali go. Jego Pierścień został zabrany przez Isildura, lecz nie zniszczony.
Podczas Trzeciej Ery nastąpił wzrost potęgi Gondoru i powolny upadek Arnoru, który po pewnym czasie przestał istnieć. Jednak w czasach, w których dzieje się akcja Władcy Pierścieni, Gondor zaczął podupadać, a Sauron ponownie odzyskał swą potęgę i rozpoczął poszukiwania Jedynego Pierścienia. Dowiedział się, że jest on w posiadaniu hobbita i wysłał Nazgûle, by go odzyskały. Powiernik Pierścienia, Frodo Baggins udał się do Rivendell, gdzie zadecydowano na naradzie u Elronda, że Pierścień należy zniszczyć w jedyny możliwy sposób – wrzucając go do wielkiego wulkanu zwanego Górą Przeznaczenia. Frodo, wraz z ośmioma towarzyszami, wyruszył na wyprawę. Choć Drużyna się rozpadła, ostatecznie odniosła sukces – Saurona pokonano na zawsze, a Frodo został ogłoszony bohaterem.
Z końcem Trzeciej Ery elfowie i krasnoludowie coraz mniej interesowali się sprawami ludzi, zaś stwory Morgotha zostały prawie całkowicie wybite. W końcu, podczas Czwartej Ery, wszyscy elfowie odpływają do Valinoru, a opowieści o wcześniejszych erach przechodzą do legendy, zaś prawda o nich zostaje zapomniana.

## Kanon
Trudno stwierdzić, co należy uznać za „historyczną prawdę” w kontekście Śródziemia. Jest ku temu kilka powodów:
- utwory Tolkiena o Śródziemiu powstawały w przeciągu dziesięcioleci, przechodząc fundamentalne zmiany, jak na przykład różnice w opisie Gandalfa i elfów w Hobbicie i Władcy Pierścieni. W dodatku pod koniec życia Tolkien coraz mniejszą uwagę poświęcał samej historii, a coraz większą filozofii świata przedstawionego, co doprowadziło do poważnych zmian w tonie i treści jego utworów;
- utwory o Śródziemiu zawierają szczegóły, które czasem są sprzeczne[potrzebny przypis], szczególnie w przypadku pośmiertnie wydanych dzieł. Za kanon uważa się poprawione edycje Hobbita i Władcy Pierścieni, lecz w przypadku Silmarillionu sprawa jest bardziej skomplikowana;
- czasami Tolkien celowo pozostawiał w swoich dziełach tajemnice i luki. W jednym ze swoich listów podał przykład jednej z nich, pisząc, że nawet w Erze Mitów muszą istnieć jakieś tajemnice, tak jak zawsze. Tom Bombadil jest (celowo) jedną z nich.

Jako że jedynie Hobbit, Władca Pierścieni, Przygody Toma Bombadila i The Road Goes Ever On wydane zostały za życia Tolkiena, jedynie one (w najnowszych edycjach) mogą zostać uznane za kanon, a nawet w nich zdarzają się powstałe w wyniku przeoczenia błędy. Silmarillion został zredagowany pod kątem zgodności z Władcą Pierścieni i wewnętrznej spójności i z tego powodu jest uznawany za kanon przez niektórych, jednakże Christopher Tolkien kilkakrotnie oświadczał, że książka ta zawiera wiele merytorycznych błędów w wyniku błędów redakcyjnych, czasami poprzez błędny wybór wcześniejszej wersji tekstu podczas gdy istniała wersja późniejsza. Niedokończone opowieści i Historia Śródziemia nie zostały poddane takiej redakcji, jednakże niektóre teksty z późniejszych tomów Historii Śródziemia są bardziej zgodne z intencjami Tolkiena niż wersja z Silmarillionu.
Przykładem może być pochodzenie Gil-galada. W opublikowanej wersji Silmarillionu jest on synem Fingona, lecz, jak okazało się w Historii Śródziemia, Tolkien rozważał wiele wersji, ostatecznie decydując się na zrobienie z niego syna Orodretha, który zamiast synem Finarfina, miał być w nowej wersji jego wnukiem.

## Tłumaczenia
W Polsce utwory Tolkiena dostępne są w kilku przekładach. Pierwszą tłumaczką Tolkiena w Polsce była Maria Skibniewska, która przetłumaczyła Hobbita (1960), Władcę Pierścieni (1961) oraz Silmarillion (1985). Z tego powodu jej tłumaczenie związanych ze Śródziemiem terminów uznawane jest zwykle za „kanoniczne”. Tłumaczenie Skibniewskiej nie było jednak wolne od błędów i w 1996 roku, już po śmierci tłumaczki, ukazała się poprawiona wersja jej przekładu Władcy Pierścieni pod redakcją Marka Gumkowskiego. Oprócz poprawienia oczywistych błędów powrócono w nim do oryginalnej pisowni nazw z języków elfów, spolszczonych w pierwotnej wersji (w której np. Círdan był Kirdanem).
W tym samym roku ukazało się również tłumaczenie Władcy Pierścieni autorstwa Jerzego Łozińskiego, którego spolszczenie pojawiających się w utworze nazw własnych (np. Merry Brandybuck stał się Radostem Gorzaleniem) było dla fanów kontrowersyjne. W kolejnych wydaniach przekładu Łozińskiego, za zgodą, choć bez aprobaty tłumacza, nazwy własne zostały zmienione na zgodne z tłumaczeniem Skibniewskiej. W 2001 roku ukazało się też kolejne, trzecie tłumaczenie Władcy Pierścieni, autorstwa Marii i Cezarego Frąców.
Hobbit również ma trzy różne wersje tłumaczenia. Oprócz przekładu Skibniewskiej z 1960 roku dostępne jest tłumaczenie Pauliny Braiter z roku 1997 oraz nowy przekład autorstwa Andrzeja Polkowskiego. W latach 1994–1996 ukazały się Niedokończone opowieści w tłumaczeniu Pauliny Braiter oraz Agnieszki Sylwanowicz (1994) oraz dwa tomy Księgi zaginionych opowieści (1995 i 1996, z czego drugi pod zmienionym tytułem Ostatnie legendy Śródziemia). Oba utwory ukazały się później w tłumaczeniu Radosława Kota.